# 6-та легка бронетанкова бригада (Франція)
6-та легка бронетанкова бригада (фр. 6e brigade légère blindée) — складова Сухопутних військ Франції. Підпорядковується 3-й бронетанковій дивізії, основна задача — експедиційні дії в якості передового загону.

## Історія

### Холодна війна
6-та легка бронетанкова дивізія була розгорнута на базі 31-ї бригади у липні 1984 року.

### XXI сторіччя
У 2019 бригада підписала меморандум про партнерство і співпрацю з 2-ю дивізією морської піхоти США, а 2021 угоду було оновлено; того ж року 50 військовослужбовців бригади узяли участь у багатонаціональних морських маневрах «ARC21», які моделювали силове захоплення острова поблизу Кюсю.
2020-го близько чотирьох тисяч вояків були відряджені за межі Європи для виконання місій у Лівані (контингент UNIFIL), Малі, Кот-д'Івуарі та Французькій Гвіані.
У травні 2024 солдати одночасно кількох підрозділів бригади перебували в індійському штаті Мегхалая на час навчань «Shakti 2024», а восени особовий склад бригади брав участь у перших в історії франко-японських сухопутних навчаннях «Brunet-Takamori 24».

## Склад
| Штаб + 2-й ППІЛ 1-й КПІЛ 1-й СП 1-й ІПІЛ 3-й АПМП 21-й ПМП  |
| 13-та напівбригада Іноземного легіону Ла-Кавальрі           |
| 1-й кавалерійський полк Іноземного легіону Камп-де-Карпіань |
| 1-й спагійський полк Валанс                                 |
| 1-й інженерний полк Іноземного легіону Лоден-л'Ардуаз       |
| 2-й піхотний полк Іноземного легіону Нім                    |
| 3-й артилерійський полк морської піхоти Камп-де-Канжюр      |
| 21-й полк морської піхоти Камп-Лекок                        |